# بونوسي
بونوسي (بالإنجليزية: Bunosi)‏ رب خالق في الأساطير الميلانيزية. وهو أخو الربة الخالقة وإلهة الخلق كافيسي.